# Sabrina Jeffries
Compléments
www.sabrinajeffries.com
Sabrina Jeffries est le nom de plume d'un auteur américain à succès de romances, qui écrit également sous les pseudonymes Deborah Martin et Deborah Nicholas.

## Accueil critique
Le magazine américain Publishers Weekly chronique régulièrement les romans de Sabrina Jeffries. Ainsi, pour Who Wants to Marry a Duke, il conclut que : « Le mélange parfait de romance, de mystère et de suspense de Jeffries ravira certainement les lecteurs de la série. » « Jeffries’s perfect blend of romance, mystery, and suspense is sure to have series readers anxious for more. ». Pour Les débuts dans le monde de Béatrice, il souligne que Sabrina Jeffries « continue d'impressionner (...). » « continues to impress ».

## Œuvre

### Romans uniques
- (en) Fantasy : The widow's auction, 2002Inédit en France
- (en) Snowy night with a stranger : When sparks fly, 2008Inédit en France

### Série Duke Dynasty
- Les débuts dans le monde de Béatrice, J'ai lu, coll. « Aventures et Passions », 2020 ((en) Project duchess, 2019)
- (en) The bachelor, 2020Inédit en France
- (en) Who wants to marry a duke, 2020Inédit en France

### Série Les hommes du Duc
- Oublions le passé, J'ai lu, coll. « Aventures et Passions », 2017 ((en) What the duke desires, 2013)
- Quand la passion l'emporte, J'ai lu, coll. « Aventures et Passions », 2017 ((en) When the rogue returns, 2014)
- Les secrets de Lady Zoe, J'ai lu, coll. « Aventures et Passions », 2017 ((en) How the scoundrel seduces, 2014)
- Neuf ans de réflexion, J'ai lu, coll. « Aventures et Passions », 2017 ((en) If the viscount falls, 2015)

### Série Fraternité royale
- L'héritier débauché, J'ai lu, coll. « Aventures et Passions », 2013 ((en) In the prince's bed, 2004)
- Escorte de charme, J'ai lu, coll. « Aventures et Passions », 2013 ((en) To pleasure a prince, 2005)
- Une nuit avec un prince, J'ai lu, coll. « Aventures et Passions », 2013 ((en) One night with a prince, 2005)

### Série Les Hussards de Halstead Hall
- Une américaine à Londres, J'ai lu, coll. « Aventures et Passions », 2015 ((en) The truth about Lord Stoneville, 2010)
- L'aventurier, J'ai lu, coll. « Aventures et Passions », 2015 ((en) A hellion in her bed, 2010)
- La provocatrice, J'ai lu, coll. « Aventures et Passions », 2015 ((en) How to woo a reluctant lady, 2011)
- Le défi, J'ai lu, coll. « Aventures et Passions », 2015 ((en) To wed a wild lord, 2011)
- Lady Celia, J'ai lu, coll. « Aventures et Passions », 2015 ((en) A lady never surrenders, 2012)
- (en) 'Twas the night after Christmas, 2012Inédit en France

### Série L'école des héritières
- Sur les traces d’un escroc, J'ai lu, coll. « Aventures et Passions », 2008 ((en) Never seduce a scoundrel, 2006)
- (en) Only a duke will do, 2007Inédit en France
- (en) The school for heiresses : Ten reasons to stay, 2007Inédit en France
- (en) Beware a scots revenge, 2007Inédit en France
- (en) Let sleeping rogues lie, 2008Inédit en France
- (en) Don't bargain with the devil, 2009Inédit en France
- (en) Wed him before you bed him, 2009Inédit en France

### Série Lord Trilogy
- La captive du galion, Harlequin, 2018 ((en) The pirate lord, 1998)
- Le secret de Lady Emma, Harlequin, 2018 ((en) The forbidden lord, 1999)
- A la merci du vicomte, Harlequin, 2018 ((en) The dangerous lord, 2000)

### Série Sinful Suitors
(en) The art of sinning, 2015

### Série Les Demoiselles de Swan Park
- Le bâtard, J'ai lu, coll. « Aventures et Passions », 2015 ((en) A dangerous love, 2000)
- (en) A notorious love, 2001Inédit en France
- (en) After the abduction, 2002Inédit en France
- Séduisant et sans scrupule, J'ai lu, coll. « Aventures et Passions », 2015 ((en) Dance of seduction, 2003)
- L'homme qui refusait d'aimer, J'ai lu, coll. « Aventures et Passions », 2015 ((en) Married to the viscount, 2004)

### Série Wales
- Mon seul amour, J'ai lu, coll. « Aventures et Passions », 2019 ((en) Stormswept, 1995)
- La dame de la brume, J'ai lu, coll. « Aventures et Passions », 2019 ((en) Windswept, 1996)

### Sous le pseudonyme de Deborah Nicolas
- Sonate pour une espionne, J'ai lu, coll. « Rose & Noire », 1999 ((en) Silent Sonata, 1994)
- Les secrets du lac, Harlequin, coll. « Rosebud », 1996 ((en) Night vision, 1993)